# Prosopistoma oronti
Prosopistoma oronti is een haft uit de familie Prosopistomatidae. De wetenschappelijke naam van de soort is voor het eerst geldig gepubliceerd in 1977 door Alouf.
De soort komt voor in het Palearctisch gebied.